# Vasili Surikov
Vasíli Ivánovitch Súrikov (em russo: Василий Иванович Суриков) (Krasnoiarsk, 24 de janeiro [Calend. juliano: 12 de janeiro] 1848 — Moscou, 19 de março [Calend. juliano: 6 de março] 1916) foi um pintor russo, membro dos Itinerantes. Filiado ao gênero da pintura histórica, de forma que é considerado o pintor do "caráter nacional russo", pois retratara o povo, as massas, e sua diversidade: pintou "com maestria os detalhes de roupas, utensílios, bordados, esculturas de madeira, arquitetura religiosa e paisagens rurais".

## Biografia
Nascido na Sibéria, seu desejo em estudar pintura o levou à academia de São Petersburgo, onde estudou entre 1869 e 1875; dois anos depois se mudou para a capital onde, mais tarde, integrou o grupo da Associação de Exposições de Arte Itinerante.
O realismo que imprimiu em sua obra o levou a ter "terríveis pesadelos", como declarou: "Toda noite vejo execuções. O cheiro de sangue está por toda parte. Tenho medo da noite. Eu acordo e me alegro, olho para a pintura. Graças a Deus, esse horror não existe. Tudo é mantido em minha imaginação, para não sobrecarregar o espectador. Assim, a calma pode prevalecer. Eu me esforço muito para não perturbar meu público com sentimentos desagradáveis. Poderia dizer que sou puro, mas outros (...) Afinal, o sangue, as execuções, eu estive lá, passei por isso".
Com a morte da esposa, em 1888, entrou em depressão e por algum tempo perdeu o interesse na arte; retornou à Sibéria natal, então, entre 1889 e 1890, vindo a novamente produzir suas telas como a tela "A tomada da torre de gelo" (1891), considerada alegre.
Na década de 1890 o artista dedicou-se à história do país; em 1895 sua tela “A conquista da Sibéria por Iermak” que retrata as lutas dos russos na conquista de sua terra natal foi exposta na 23ª Exposição Itinerante, em São Petersburgo, justamente quando se comemorava o terceiro centenário desse momento histórico e ainda se inaugurava a Ferrovia Transiberiana de forma que, tendo o czar Nicolau II visitado a mostra, adquiriu o quadro por quarenta mil rublos e deu a Surikov o status de "pintor oficial".
Após uma temporada de verão na Crimeia em 1915, onde realizou caminhadas pelas montanhas, sua saúde frágil debilitou-se ainda mais, vindo a falecer no ano seguinte.